# Phare de White River

Le phare de White River (en anglais : White River Light), est un phare inactif du lac Michigan, près de Whitehall situé sur une mince péninsule de terre séparant le lac Michigan du lac White dans le Comté de Muskegon, Michigan.

## Historique
Certains des bâtiments qui existaient autour du phare se composaient de la tour et de l'habitation attenante, de la maison du pétrole, du bâtiment à bois ou de stockage et du bécosse. Il s'agit de l'un des quatre phares exploités par la Sable Points Lighthouse Keepers Association .
Le capitaine William Robinson a été le premier gardien de phare à y travailler pendant 47 ans. Il y vivait avec sa femme et treize enfants. Sa résidence a été construite en calcaire, le même matériau que la tour octogonale attenante. Le phare a servi de guide à la rivière jusqu'en 1960, année de sa mise hors service.

### Statut actuel
Le canton de Fruitland a acquis le phare en 1966 et a construit un musée en 1970. Les visiteurs peuvent monter l'escalier en colimaçon ou regarder la lentille de Fresnel du quatrième ordre d'origine. Il est ouvert au public en tant que musée avec des heures régulières affichées du Memorial Day jusqu'au 31 août. Le phare est également ouvert en septembre et octobre avec des heures réduites. Le musée possède un certain nombre d'artefacts provenant du transport de passagers et de marchandises sur les lacs, en plus d'informations sur la lumière elle-même.
Identifiant : ARLHS : USA-885 .

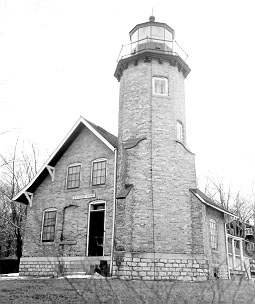
Le phare (photo USCG)
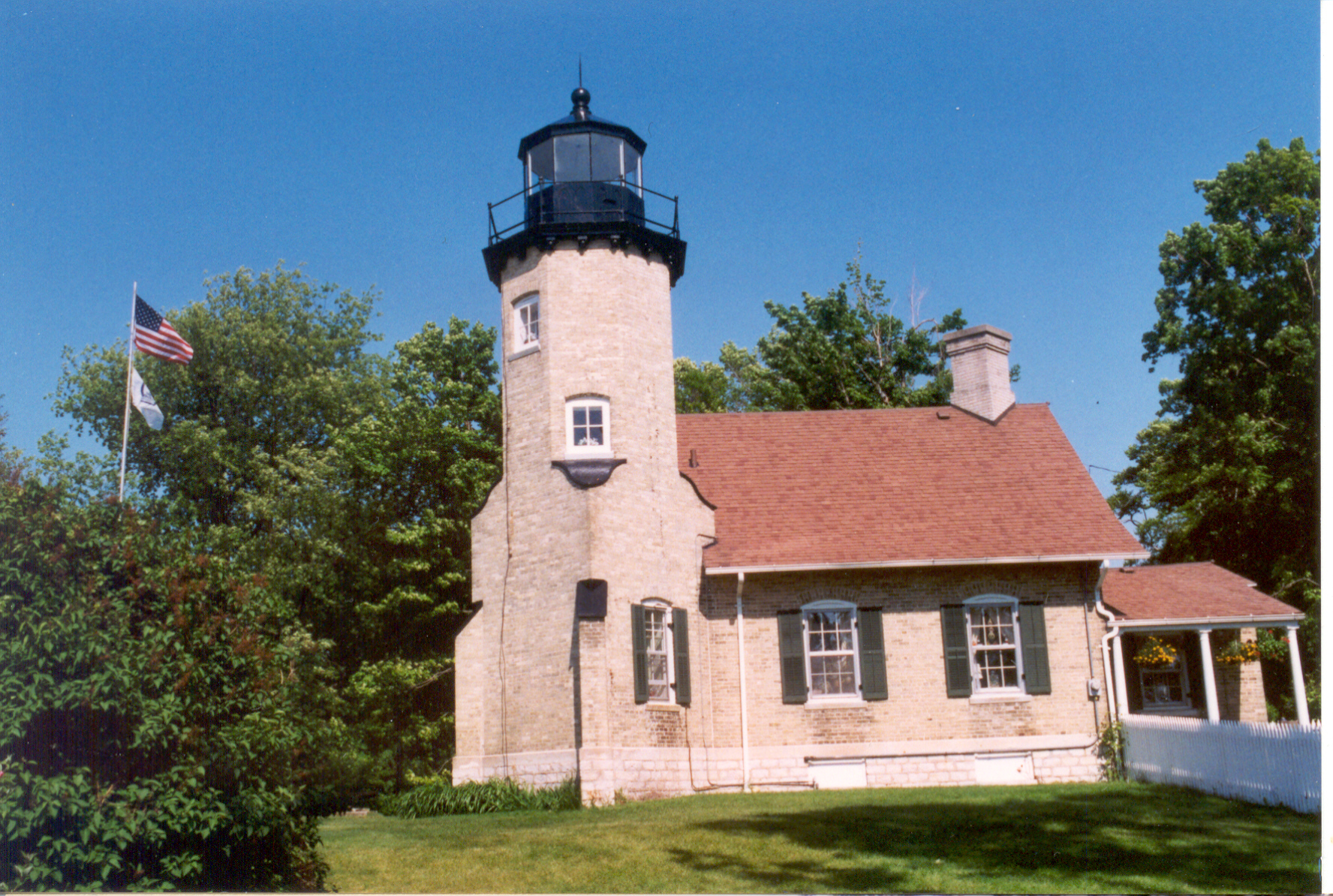
Le phare
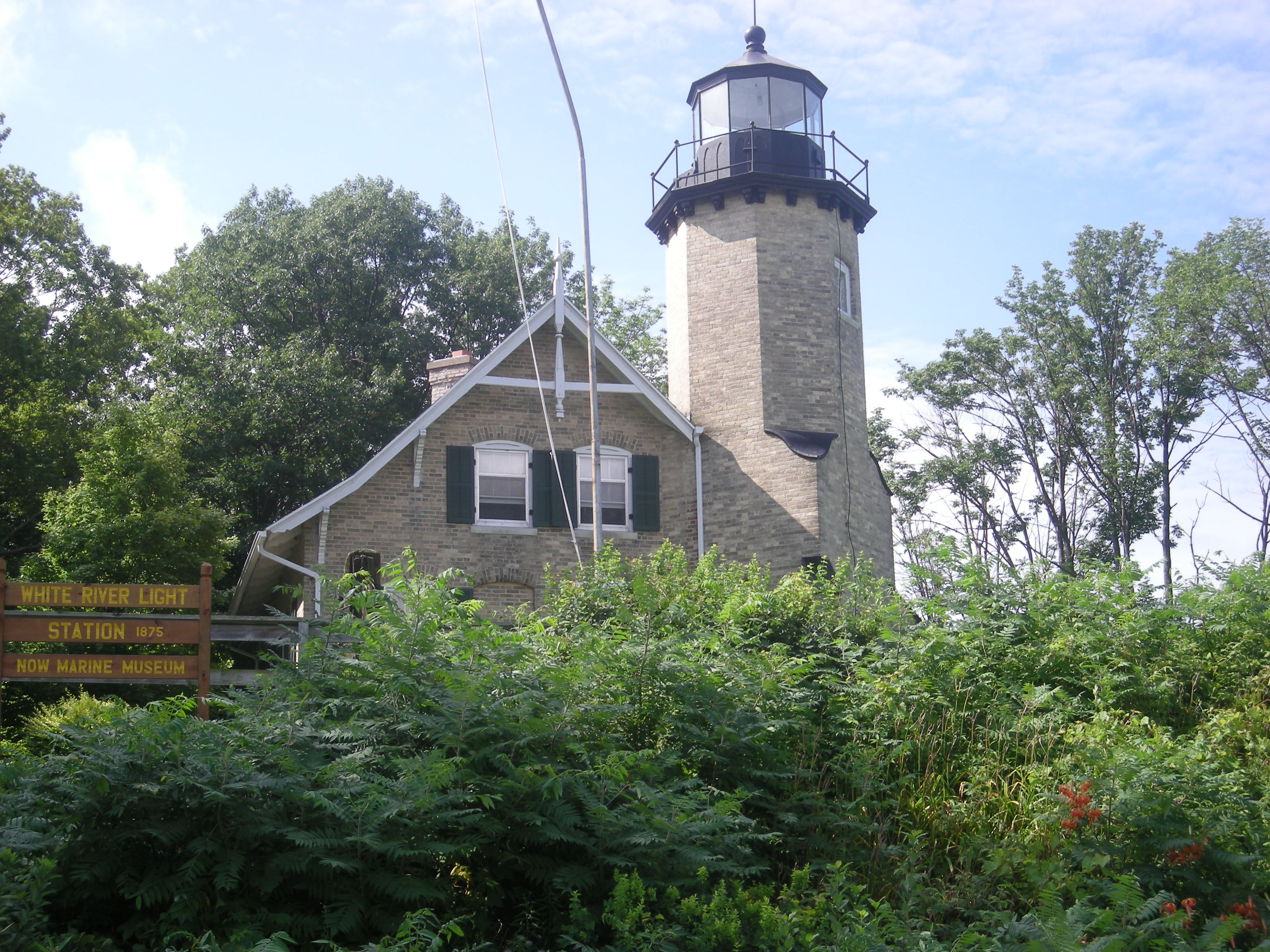
Le phare

### Lien connexe
- Liste des phares au Michigan